# Mario Palacios Acosta
Mario Alberto Palacios Acosta (México, D.F., 13 de junio de 1964) es un empresario mexicano, miembro del Partido Acción Nacional, fue Jefe Delegacional de Benito Juárez para el período 2009-2012.
En las elecciones de 2006, fue Candidato a Jefe Delegacional en Cuauhtémoc por el PAN, . En 2009, fue candidato a Jefe Delegacional en Benito Juárez por el Partido Acción Nacional, resultando ganador de la contienda.
Tomó posesión del cargo el 1° de octubre de 2009.
Titulado con Mención Honorífica en la Facultad de Contaduría y Administración, de la UNAM como Licenciado en Administración de Empresas, Maestría en el Instituto Panamericano de Alta Dirección de Empresas IPADE
Perfil Político:
Ha sido Presidente de la Coparmex Ciudad de México y  Consejero Nacional de Coparmex.Primera Generación del Diplomado de Formación Política ESLIDER.  Del 2010 al 2012 su Gestión obtuvo el primer lugar en Transparencia.   En 2012 la Revista Alcaldes le otorgó el Premio Nacional de Alcaldes en la categoría  Reducción de la Pobreza. Fue nombrado Vicepresidente Nacional de la ANAC.
Admira a Manuel Clouthier.
Familia y Hobbies.
Integran su familia: Su esposa Patricia Morán y su hijo Mario Palacios.
Su ciudad favorita: México
Su lugar preferido en el DF: Ciudad Universitaria
Autor predilecto: Gabriel García Márquez
Tipo de música favorita: Música Mexicana
- Datos: Q5998954